# North Carolina State University

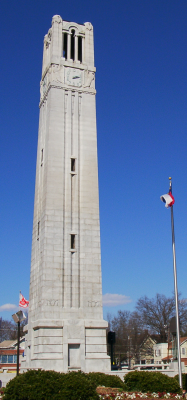
Klokkentoren van NCSU

North Carolina State University (NCSU) is een Amerikaanse universiteit gevestigd in Raleigh, North Carolina.

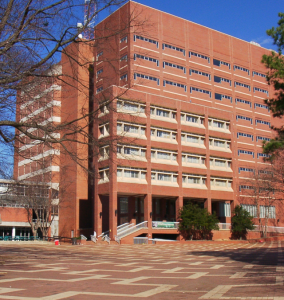
D.H. Hill-bibliotheek

De universiteit is begonnen als een land grant university, dat wil zeggen dat de staat een schenking gedaan heeft van een flink stuk land om de stichting van een instituut van hoger onderwijs te bevorderen.
Oorspronkelijk lag de nadruk van de school vooral op de landbouw en de textiel, maar sinds de jaren 1960 is daar sterk verandering in gekomen en is de instelling uitgegroeid tot een volwaardige universiteit die samen met een aantal andere instellingen vereend in het UNC stelsel van universiteiten een belangrijke rol gespeeld heeft in de transformatie van de staat North Carolina in een moderne economie. De stichting van het Research Triangle Park was een belangrijke stap in die richting.
De North Carolina General Assembly heeft op 7 maart 1887 als een land-grant college gesticht. Vandaag heeft NC State meer dan 31.000 ingeschreven studenten. Daarmee is het de grootste universiteit in North Carolina. De universiteit biedt nu 9 associate graden in agricultuur en meer dan 100 bachelor graden in wiskunde, meteorologie, economie, politieke wetenschappen, bosbouw, natuurwetenschappen en educatie. De graduate school biedt meer dan 100 studiegebieden die voeren tot een masters- of doctorstitel in gebieden zoals psychologie, bestuurskunde, statistiek en diergeneeskunde.

## Alumni
- Richard Curtis, komediescriptschrijver
- John Edwards, politicus
- Ashley Fliehr, worstelaar
- Pablo Mastroeni, voetballer
- Garth Mulroy, golfer uit Zuid-Afrika
- Philip Rivers, amaricanfootballspeler
- David Thompson, basketballer
- Russell Wilson, amaricanfootballspeler